# IFRS 10
IFRS 10 «Консолидированная финансовая отчётность» — международный стандарт финансовой отчетности, устанавливающий порядок подготовки и представления финансовой отчётности к консолидации предприятий на основе наличия контроля, действует с 01.01.2013 года, введён в действие для применения на территории Российской Федерации приказом Минфина России от 18 июля 2012 г. N106н.

## История создания
В апреле 2002 года проблема консолидации добавлена в повестку дня для СМСФО, а 18 декабря 2008 года опубликован Проект стандарта ED 10 «Консолидированная финансовая отчётность», комментарии по которому собирались до 20 марта 2009 года. 12 мая 2011 года был опубликован стандарт IFRS 10, который вводится с 01.01.2013 года. 28 июня 2012 года внесены совместные изменения в IFRS 10, IFRS 12 и IAS 27, вступающие в силу 01.01.2013 года. Поправки от 31 октября 2012 года об инвестиционных компаниях в IFRS 10, IFRS 12 и IAS 27 вступали в силу после 01.01.2014 года. 11 сентября 2014 года вышли поправки, поясняющие, что в сделке с ассоциированной компанией или совместным предприятием, размер признаваемой прибыли/убытка зависит от того, является ли проданный или внесенный капитал актив бизнесом.
18 декабря 2014 года внесены поправки об исключении из требований о консолидации материнской компании, которая является дочерним предприятием инвестиционной компании, которые начали действовать с 01.01.2016 года.
IFRS 10 заменил SIC 12 «Консолидация предприятия специального назначения».

## Цель
Цель стандарта — установить единый подход к консолидации предприятий на основе наличия контроля.

## Определения
Консолидированная финансовая отчетность — финансовая отчетность группы, включая все дочерние компании, контролируемые материнской компании.
Группа — материнская компания и все её дочерние компании.
Материнская компания — компания, которая имеет одну или несколько дочерних компаний.
Дочернее предприятие — предприятие, контролируемое другим (материнским) предприятием.
Контроль — возможность управлять финансовой и хозяйственной политикой компании с тем, чтобы получать выгоды от её деятельности. Контроль включает властные полномочия в отношении инвестиций, права или риски от деятельности объекта инвестиции, возможность использовать властные полномочия в отношении объекта инвестиций для оказания влияния на доходность объекта инвестиций.
Доля неконтролирующих акционеров — это часть капитала дочерней компании, которой материнская компания не владеет прямо или косвенно.
Инвестиционная компания — компания, которая привлекает денежные средства инвестора в обмен на оказание услуг по управлению портфелем инвестиций; принимает на себя обязательства инвестировать привлеченные средства для получения дохода от прироста курсовой стоимости, дивидендов, процентов или иного инвестиционного дохода; оценивает свой портфель инвестиции по справедливой стоимости.

## Освобождение материнской компании от консолидированной отчётности
Материнская компания не обязана предоставлять консолидированную финансовую отчётность, если:
- компания сама является дочерней компанией, а вышестоящая материнская компания не возражает против этого;
- долевые или долговые инструменты этой материнской компании не обращаются на открытом фондовом рынке;
- материнская компания не должна предоставлять финансовую отчётность комиссии по ценным бумагам (иным аналогичным регулирующим органам);
- конечная или промежуточная материнская компания данной материнской компании выпускает консолидируемую отчётность.

Материнская инвестиционная компания представляет консолидированную финансовую отчетность, учитывая инвестиции в дочерние компании по справедливой стоимости через отчет о прибылях и убытках.

## Правила консолидации
Финансовая отчетность дочерних компаний и материнской компании составляется на единую дату, а в случае различий дат производится дополнительная отчётность на единую дату за счёт корректировок на воздействие существенных сделок или событий. Для целей консолидации финансовый результат дочерней компании распределяется на пропорционально-временной основе.
Консолидированная финансовая отчётность формируется на основе единой учётной политики группы, в случае не совпадения производятся корректировки.

## Консолидированный отчёт о финансовом положении
При консолидации отчетности компания построчно суммирует статьи активов, обязательств, капитала, при этом исключаются: внутригрупповые остатки из отчета; балансовая стоимость инвестиций материнской компании в дочернюю; капитал дочерней компании, принадлежащей материнской компании. Возникающий при объединении гудвил отражается в консолидированном отчёте отдельной строкой в долгосрочных активах; определяется доля чистых активов дочерних компаний неконтролирующих акционеров, состоящая из суммы на дату объединения согласно IFRS 3 и за период объединения отдельными строками от капитала материнской компании. Изменения материнской доли в дочерней компании учитываются как операции внутри капитала.
Этапы консолидации отчеты о финансовом положении
Этап 1. Расчет стоимости чистых активов дочерней компании на дату приобретения и отчетную дату:
|                                                         | Дата приобретения                  | Дата отчётности                  |
| Акционерный капитал                                     | х                                  | х                                |
| Эмиссионный доход                                       | х                                  | х                                |
| Резерв переоценки (по ОФП ДК)                           | х                                  | х                                |
| Нераспределенная прибыль                                | х                                  | х                                |
| +/- корректировки на сумму нереализованной прибыли      |                                    | (х)                              |
| +/- корректировки до справедливой стоимости             | х/(х)                              | х/(х)                            |
| +/- корректировки отложенного налога                    | х/(х)                              | х/(х)                            |
| +/- +/- прочие корректировки (учетные политики, ошибки) | х/(х)                              | х/(х)                            |
| Итого                                                   | Чистые активы на дату приобретения | Чистые активы на дату отчётности |

Прибыль и прочие операции дочерней компании признаются равномерно в течение года.
Этап 2. Расчёт гудвила
1. Гудвил на дату приобретения = Инвестиция материнской компании + Неконтролирующая доля 
участия (НДУ) на дату приобретения — чистые активы (ЧА) на дату приобретения.
2. Гудвил на отчётную дату = Гудвилл на дату приобретения — обесценение гудвила с даты приобретения.
3. Обесценения гудвила с даты объединения, распределяя пропорционально долям владения между материнской компанией и неконтролирующей долей участия.
Этап 3. Расчёт неконтролирующей доли участия (НДУ):
- На дату объединения:

- пропорционально справедливой стоимости чистых активов дочерней компании: НДУ на дату приобретения =%НДУхЧА на дату приобретения, или
- по справедливой стоимости.

- На дату отчёта:

НДУ на дату отчёта =НДУ на дату объединения + %НДУ х Изменение ЧА с даты объединения
Этап 4. Расчёт нераспределённой прибыли группы
Нераспредёленная прибыль группы учитывается в консолидированном отчёте о финансовом положении в капитале.
| Нераспределенная прибыль материнской компании                                   | х     |
| Корректировки:                                                                  |       |
| дивиденды, объявленные МК                                                       | (х)   |
| дивиденды, подлежащие получению от ДК                                           | х     |
| Итого нераспределенная прибыль МК на отчетную дату                              | х     |
| доля в прибыли (убытках) ДК, заработанных ею после даты приобретения            | X/(X) |
| нереализованная прибыль группы (если она не учтена в расчете чистых активов ДК) | (X)   |
| отложенный налог с нереализованной прибыли                                      | X     |
| обесценение гудвила с даты приобретения                                         | (X)   |
| Итого нераспределенная прибыль группы                                           | X     |

Этап 5. Резерв переоценки группы (РП)
РП группы = РП МК + доля в изменении РП ДК после даты приобретения
При консолидации внутригрупповая дебиторская и кредиторская задолженность подлежат взаимозачету.
Корректируются внутригрупповые расчеты денежных средств, перечисленные, но не учтенные получателем, за счёт корректировки суммы дебиторской задолженности по внутригрупповым расчетам и остатки по счету денежных средств получателя денег.
При реализации товаров по операциям внутри группы нереализованная прибыль (НРП) уменьшает стоимость запасов и консолидированную нераспределенную прибыль группы. Если продавцом по внутригрупповым операциям является материнская компания, то нереализованная прибыль исключается через нераспределенную прибыль группы.
Если продавцом является дочерняя компания, то нереализованная прибыль исключается при расчете чистых активов (Этап 1).
Согласно IAS 12 временные разницы, возникающие вследствие исключения нереализованной прибыли, приводят к возникновению отложенных налогов.
При консолидации внутригрупповые операции по передаче основных средств исключаются:
исключается финансовый результат по сделке и корректируется сумма начисленной амортизации.
Консолидация отчетности проводится после всех корректировок, в том числе по дивидендам объявленным, но не отраженным в отчетности компаний, входящих в группу. Корректировки дивидендов, которые выплачиваются из прибыли, полученной после даты объединения, учитываются до консолидации. Компания, объявившая дивиденды: Дт НРП Кт Обязательство по дивидендам.
Когда ДК объявляет дивиденды, то МК признаёт свою долю: Дт ДЗ по дивидендам Кт Отчет о прибылях и убытках. Внутригрупповая дебиторская и кредиторская задолженность по дивидендам подлежат взаимозачету.
В консолидированном отчёте отражаются дивиденды, объявленные МК своим акционерам, и неконтролирующая доля в дивидендах, объявленных ДК.
До консолидации МК признаёт свою долю заработанной при объявленных дивидендах, выплачиваемых из прибыли до даты приобретения: Дт ДЗ по дивидендам Кт Инвестиции.
Схема консолидированного отчёта о финансовом положении.
| Статьи ОФП                    | МК | ДК | Группа | Комментарий                                                           |
| Гудвил                        |    |    | Г      | Расчет на этапе 2                                                     |
| Инвестиции в ДК               | М  |    |        | Исключается                                                           |
| Основные средства             | М  | Д  | М+Д    | корректировки (внутригрупповые, переоценка по справедливой стоимости) |
| Нематериальные активы         | М  | Д  | М+Д    | корректировки (внутригрупповые, переоценка по справедливой стоимости) |
| Прочие внеоборотные активы    | М  | Д  | М+Д    | корректировки (внутригрупповые, переоценка по справедливой стоимости) |
| Запасы                        | М  | Д  | М+Д    | корректировки (внутригрупповые, переоценка по справедливой стоимости) |
| Дебиторская задолженность     | М  | Д  | М+Д    | корректировки (внутригрупповые)                                       |
| Денежные средства             | М  | Д  | М+Д    | корректировки (внутригрупповые, деньги в пути)                        |
| Прочие текущие активы         | М  | Д  | М+Д    | корректировки (внутригрупповые, переоценка по справедливой стоимости) |
| Акционерный капитал           | М  | Д  | М      | только М                                                              |
| Эмиссионный доход             | М  | Д  | М      | только М                                                              |
| Резерв переоценки             | М  | Д  | РП     | По расчету на этапе 5                                                 |
| Нераспределенная прибыль      | М  | Д  | НП     | По расчету на этапе 4                                                 |
| Неконтролирующая доля участия |    |    | НДУ    | По расчету на этапе 3                                                 |
| Обязательства                 | М  | Д  | М+Д    | корректировки (внутригрупповые)                                       |

## Консолидированный отчёт о прибылях и убытках и прочем совокупном доходе
При консолидации отчетности компания построчно суммирует статьи доходов и расходов.
Внутригрупповые операции, доходы и расходы, имевшие место между компаниями группы полностью исключаются.
Указывается обесценение гудвила за отчётный период в отчёте о прибылях и убытках и прочем совокупном доходе группы.
МК включает в свой отчёт о прибылях и убытках доход от дивидендов, полученных от ДК, а при консолидации, исключая внутригрупповые обороты, сумма дивидендов заменяется доходами и расходами ДК, часть дивидендов ДК, относящихся к неконтролирующим акционерам учитывается в отчёте о финансовом положении.
Определяется доля прибыли неконтролирующей акционеров за период, когда МК принадлежит менее 100 % акций ДК, и отражается доля неконтролирующих акционеров в прибыли ДК и в общем совокупном доходе ДК.
Схема консолидированного отчёта о прибылях и убытках и прочем совокупном доходе:
Выручка группа = выручка МК + выручка ДК — внутригрупповая выручка
— Себестоимость продаж = себестоимость МК + себестоимость ДК — внутригрупповая себестоимость
— Нереализованная прибыль
— Операционные расходы = операционные расходы МК + операционные расходы ДК
— Обесценение гудвила
= Итого прибыль группы до налогообложения
— Налог группы = налог МК + налог ДК
= Итого прибыль за период:
Неконтролирующая доля в прибыли в ДК
Прибыль, принадлежащая акционерам МК
Прочий совокупный доход группы (ПрСД) = ПрСД МК + ПрСД ДК
Итого совокупный доход группы за период:
Неконтролирующая доля в совокупном доходе ДК
Совокупный доход МК

## Консолидированный отчёт об изменениях собственного капитала
В консолидированном отчете должны отражаться только изменения собственного капитала с точки зрения группы.